# Wybory prezydenckie w Stanach Zjednoczonych w Kalifornii w 2000 roku
Wybory prezydenckie w Stanach Zjednoczonych w Kalifornii w 2000 roku – odbyły się 7 listopada 2000 jako część 54. wyborów prezydenckich, w których wzięło udział wszystkie 50 stanów oraz Dystrykt Kolumbii.
Wyborcy w Kalifornii wybrali elektorów, aby reprezentowali ich w głosowaniu powszechnym w kolegium elektorskim.
Kalifornia została zdobyta przez demokratów – wiceprezydenta Ala Gore’a z Tennessee i senatora Joe Liebermana z Connecticut z przewagą 11,8% nad republikanami – gubernatorem teksasu George’em Bushem oraz byłym sekretarzem obrony Dickiem Cheneyem z Wyoming.
Stan gościł konwencje demokratów w Los Angeles. Był to pierwszy raz od 1880 r., gdy zwycięski kandydat republikanów przegrał w Kalifornii.
Jak dotychczas, Bush jest ostatnim kandydatem republikanów, który zdobył hrabstwa Alpine i Mono w wyborach prezydenckich. To również pierwszy raz od roku 1976, gdy Kalifornia nie poparła kandydata, który wygrał całe wybory prezydenckie.
| 1996← 7 XI 2000 →2004 |                                                                                        |                                                                                         |
| --- | -------------------------------------------------------------------------------------- | --------------------------------------------------------------------------------------- |
| - Kandydat na prezydenta - Partia polityczna - Stan macierzysty - Kandydat na wiceprezydenta - Głosy elektorskie - Głosy powszechne - Wyniki procentowe | - Al Gore - Partia Demokratyczna - Tennessee - Joe Lieberman - 54 - 5 861 203 - 53,45% | - George W. Bush - Partia Republikańska - Teksas - Dick Cheney - 0 - 4 567 429 - 41,65% |